# Daina Taimina

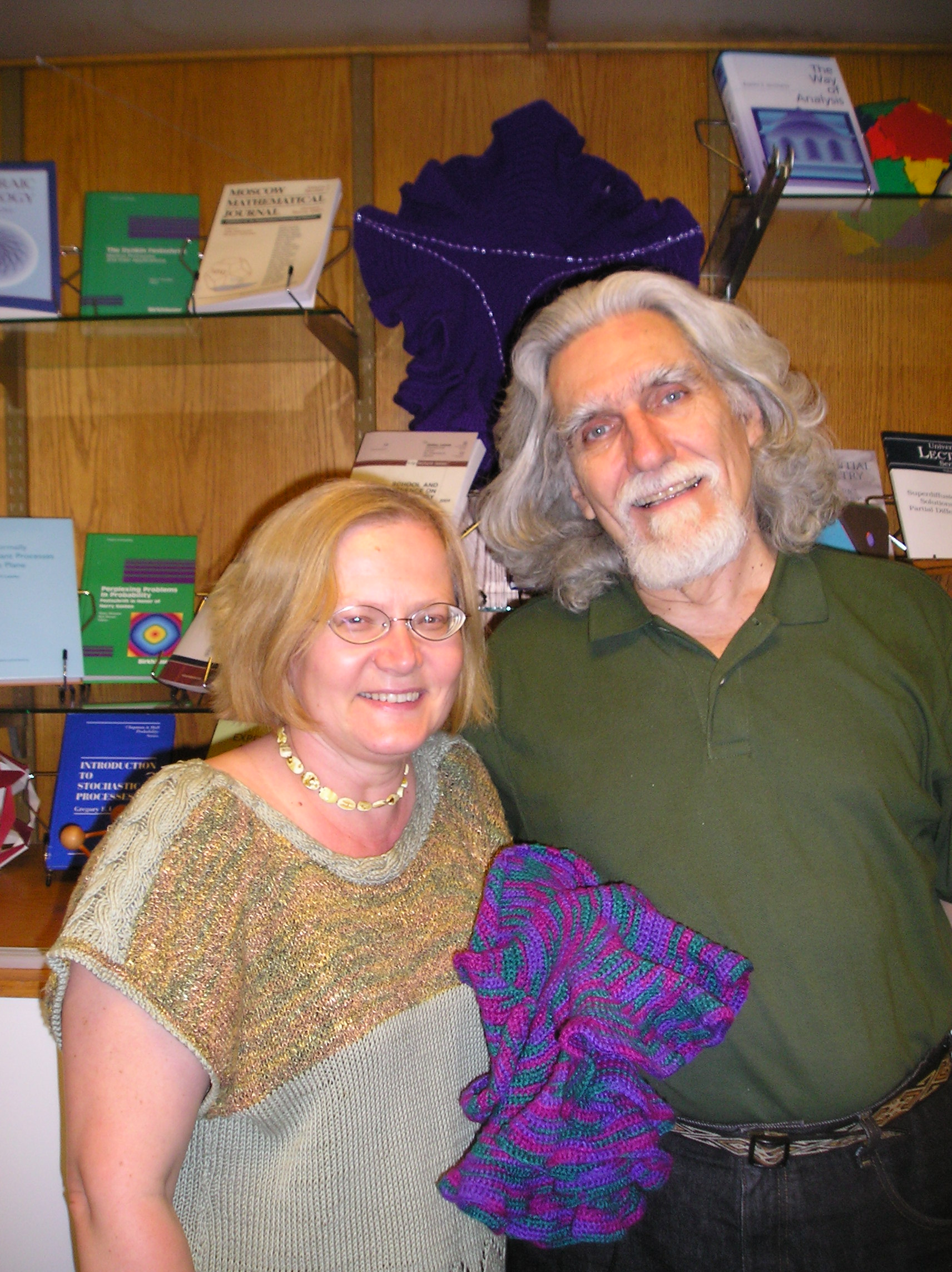
Daina Taimina amb el seu marit, David W. Henderson i un plànol hiperbòlic en ganxet

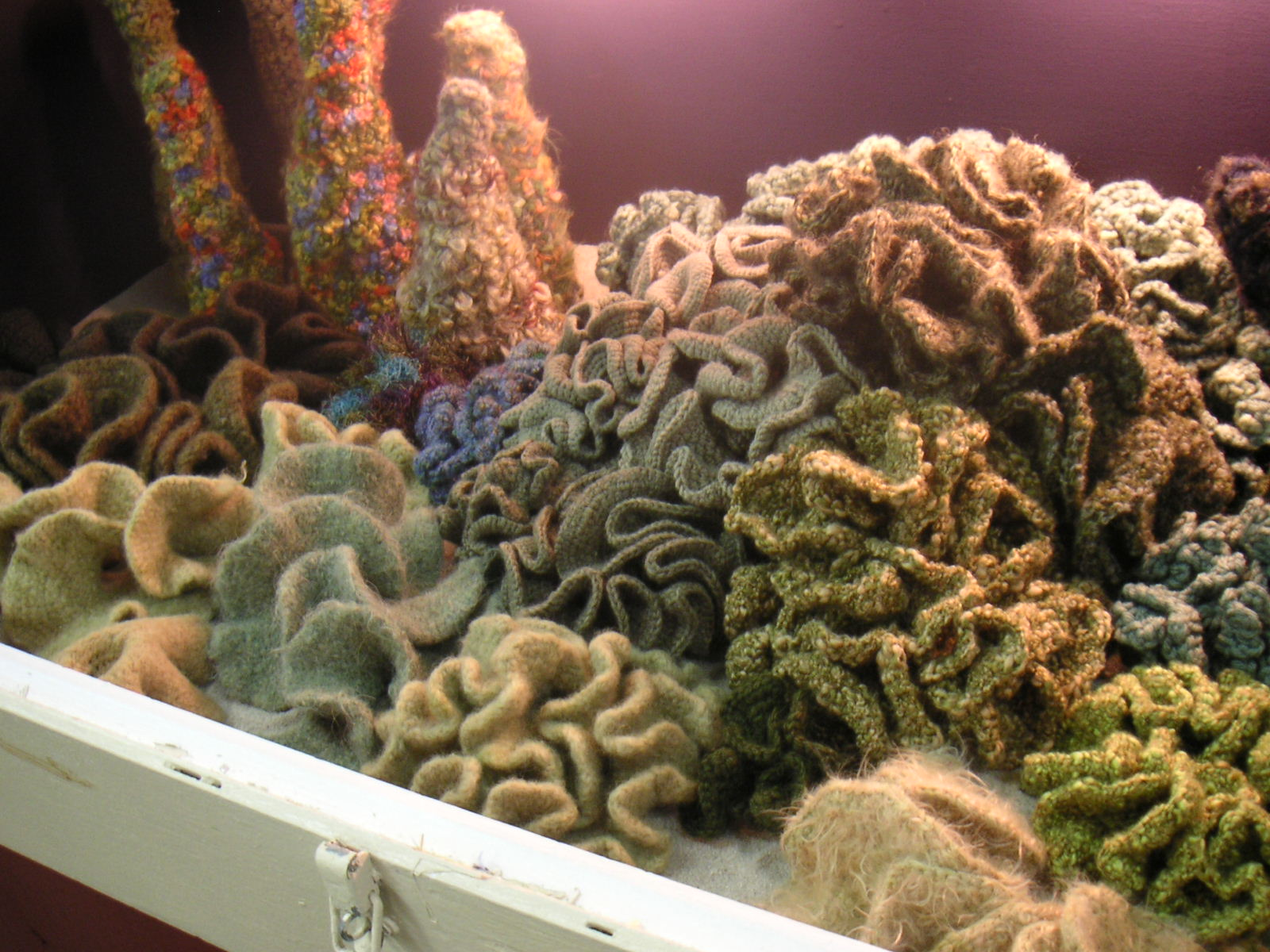
Escull de corall de ganxet hiperbòlic.

Daina Taimina (en letó:Taimiņa) (19 d'agost de 1954) és una matemàtica letona, actualment professora associada a la Universitat de Cornell, coneguda per crear objectes de punt de ganxo per il·lustrar l'espai hiperbòlic.

## Biografia
Va estudiar a Riga, Letònia, on l'any 1977 es va graduar summa cum laude per la Universitat de Letònia i va fer el seu treball de final de grau sobre ciència teòrica de la programació (supervisada pel professor Rūsiņš Mārtiņš Freivalds) l'any 1990.
Aleshores, s'havia de defensar la tesi doctoral fora de Letònia, així que ella la va defensar a Minsk. Això explica el fet que formalment el doctorat de la Taimina fos emès per l'Institut de Matemàtiques de l'Acadèmia Nacional de Ciències de Belarús. Després que Letònia recuperés la seva independència l'any 1991, Taimina va rebre el seu doctorat en matemàtiques per la Universitat de Letònia, on va impartir classe durant 20 anys.
Daina Taimina es va unir al Departament de Matemàtiques de Cornell al desembre de 1996. Quan assistia a un taller de geometria l'any 1997, va observar els fràgils models de paper dels plànols hiperbòlics dissenyats pel geòmetra William Thurston.
Llavors, va decidir fer models que duressin més, i els va fer teixint-los amb ganxet. Atès l'èxit que va aconseguir, va ser convidada, juntament amb el seu marit David Henderson, també professor de matemàtiques a Cornell, a realitzar una presentació en un taller de Cornell.
Els models matemàtics de punt de ganxo van aparèixer més endavant en tres llibres de text sobre geometria que van escriure junts, dels quals el més popular és “Experiencing Geometry: Euclidean and non-Euclidean with History”.
L'“Institut per a la Computació”, una petita organització sense ànim de lucre, va veure un article sobre la innovació de la Taimina a “New Scientist” i la va convidar a fer una xerrada sobre l'espai hiperbòlic i les seves connexions amb la naturalesa per a un públic general, en el qual hi havia artistes i productors de pel·lícules. La xerrada inicial de Taimina i altres presentacions públiques que li van succeir van generar un gran interès en aquest nou mètode tàctil d'explorar els conceptes de geometria hiperbòlica, fent aquest tema complex accessible a públics més amplis. Creant models matemàtics purs originalment, Taimina es va fer popular de seguida com a artista de la fibra i conferenciant pública per a audiències de 5 anys en endavant. El juny de 2005 el seu treball va ser exposat en l'exposició d'art “Not The Knitting You Know”, a l'Eleven Eleven Sculpture Space, una galeria d'art a Washington D.C. Des de llavors ha participat habitualment en diverses exposicions de galeries dels Estats Units, el Regne Unit, Letònia, Itàlia, Bèlgica i Irlanda. Les seves obres d'art estan en les col·leccions de diversos col·leccionistes privats i universitats, i han estat incloses en la Col·lecció de Models Matemàtics Americans del Museu Smithsonian, el Museu Nacional de Disseny Cooper-Hewitt i l'Institut Henri Poincaré.
El seu treball ha rebut un gran interès dels mitjans. Se n'ha escrit a la revista Dusciver (Knit Theory), al The Times (“How Crochet Solved age-old Math Problem”, Alex Belos, The Times, 1 de juliol de 2008). Margaret Wertheim va entrevistar Daina Taimina i David Henderson per la revista Cabinet Magazine.
Més tard, l'Institut per a la Computació va publicar el fulletó “Guia de camp sobre l'Espai Hiperbòlic”. L'any 2005 l'IFF va decidir incorporar les idees i el plantejament de la Taimina per explicar l'espai hiperbòlic en la seva missió de popularitzar les matemàtiques, i van fer una exposició en la galeria Machine Project, de la qual es va escriure un article en el diari Los Angeles Times.
El mètode d'exploració de l'espai hiperbòlic a través del ganxet i les connexions amb la naturalesa introduït per Taimina, combatent la fòbia a les matemàtiques, va ser adaptat per Margaret Wertheim en les seves xerrades i va tenir molt èxit en el projecte Escull de Coral de Ganxet Hiperbòlic de l'Institut per a la Computació.
El llibre de Taimina “Crocheting Adventures with Hyperbolic Planes” (A K Peters, Ltd., 2009, ISBN 978-1-56881-452-0) va guanyar el premi Bookseller/Diagram al títol més rar de l'any en 2009.
Taimina va guanyar l'any2012 el Premi Literari Euler de la Societat Americana de Matemàtiques.

## Obra destacada
- David W. Henderson, Daina Taimina Experiencing Geometry: Euclidean and senar-Euclidean with History, Pearson Prentice Hall, 2005